# Georg Winter (Historiker)

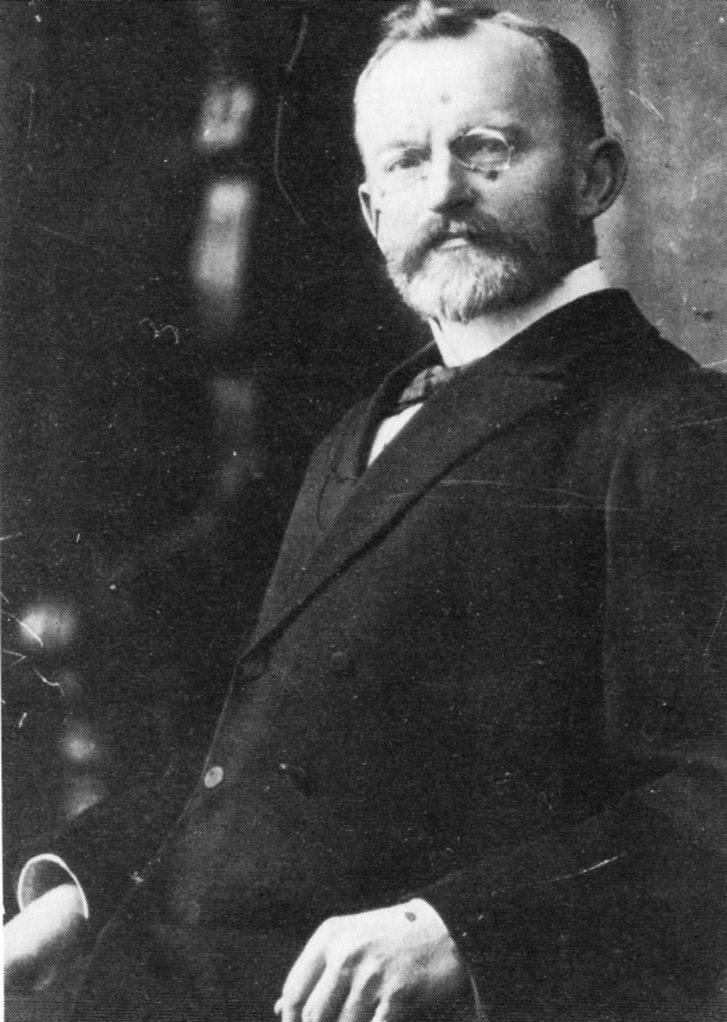
Georg Winter, um 1906

Carl Georg Winter (* 3. Februar 1856 in Breslau; † 1. September 1912 in Magdeburg) war ein deutscher Archivar und Historiker.

## Leben
Nach dem 1873 begonnenen Studium an den Universitäten Breslau und Berlin promovierte Georg Winter 1878 in Göttingen zum Dr. phil. Während seines Studiums wurde er 1873 Mitglied der Burschenschaft Germania Breslau. Von 1877 bis 1879 war er als wissenschaftlicher Hilfsarbeiter am Historischen Seminar der Berliner Universität tätig, bevor er 1879 als Archivhilfsarbeiter im Geheimen Preußischen Staatsarchiv in Berlin-Dahlem eingestellt wurde. 1881 wechselte er als Archivassistent an das Staatsarchiv Düsseldorf und im Dezember 1882 wurde er Archivsekretär am Staatsarchiv Marburg. Hier wurde er 1885 zum Archivar II. Klasse befördert. Georg Winter wechselte im Oktober 1892 an das Staatsarchiv Magdeburg.
Winter war von 1896 bis 1901 Archivar am Staatsarchiv Stettin, ehe er 1901 an das Staatsarchiv Osnabrück versetzt wurde. Dort wurde er 1903 in der Nachfolge von von Max Bärz zum Archivdirektor befördert. 1906 wechselte er als Direktor an das Staatsarchiv Magdeburg, das er bis zu seinem Tod 1912 leitete. 1910 wurde er zum Geheimen Archivrat ernannt. Er war Mitglied der Magdeburger Freimaurerloge Harpokrates.
Winter war verheiratet und hatte aus seiner Ehe mindestens eine Tochter, Eleonore (geb. 1884). Diese heiratete den Chemiker Karl Schaum.

## Werke (Auswahl)
- Geschichte des Rathes in Straßburg von seinen ersten Spuren bis zum Statut von 1263 (= Untersuchungen zur deutschen Staats- und Rechts-Geschichte. H. 1). Koebner, Breslau 1878.
- Die Katastrophe Wallensteins nach der neuesten archivalischen Publikation, Marburg 1883.
- Hans Joachim von Zieten, 2 Bände, Duncker & Humblot, Leipzig 1886.
- Die kriegsgeschichtliche Überlieferung über Friedrich den Großen geprüft an dem Beispiel der Kapitulation von Maxen, Berlin 1888.
- Geschichte des 30jährigen Krieges, Grote, Berlin 1893 (= Allgemeine Geschichte in Einzeldarstellungen, 3. Hauptabteilung, 3. Teil, 2. Hälfte).
- Der Antisemitismus in Deutschland, vom kulturhistorischen und sozialpolitischen Standpunkte beleuchtet, Salinger, Magdeburg 1896.
- mit Ignaz Jastrow: Deutsche Geschichte im Zeitalter der Hohenstaufen, Cotta, Stuttgart 1897.
- Pommersches Urkundenbuch, Band 4, Paul Niekammer, Stettin 1903.
- Friedrich der Große, 2 Bände, Verlag Ernst Hofmann & Co., Berlin 1907.